# Оленди (гміна Збучин)
Оленди (пол. Olędy) — село в Польщі, у гміні Збучин Седлецького повіту Мазовецького воєводства.
Населення — 66 осіб (2011).
У 1975—1998 роках село належало до Седлецького воєводства.

## Демографія
Демографічна структура станом на 31 березня 2011 року:
|          | Загалом | Допрацездатний вік | Працездатний вік | Постпрацездатний вік |
| -------- | ------- | ------------------ | ---------------- | -------------------- |
| Чоловіки | 29      | 4                  | 22               | 3                    |
| Жінки    | 37      | 5                  | 25               | 7                    |
| Разом    | 66      | 9                  | 47               | 10                   |